# Det är något särskilt med dig
"Det är något särskilt med dig" är en sång från 2005 av Mikael Rickfors. Den framförs av det svenska rockbandet Grymlings på bandets tredje album Grymlings III (2005), men utgavs även som singel samma år.
"Det är något särskilt med dig" tog sig inte in på Svensktoppen. Den har inte spelats in av någon annan artist.

## Låtlista
1. "Det är något särskilt med dig" – 3:32

### Fotnoter
1. 1 2  ”"Det är något särskilt med dig"”. Svensk mediedatabas. http://smdb.kb.se/catalog/search?q=Det+%C3%A4r+n%C3%A5got+s%C3%A4rskilt+med+dig+typ%3Afonogram. Läst 23 januari 2013.
2. ↑  ”Svensktoppen 2005”. Sveriges Radio. http://sverigesradio.se/sida/topplista.aspx?programid=2023&date=2005-05-01. Läst 23 januari 2013.